# Stazione di Bolzano
La stazione di Bolzano (in tedesco Bahnhof Bozen) è la principale stazione ferroviaria del capoluogo altoatesino e (per volume di traffico) dell'intera regione Trentino-Alto Adige; è servita dalla ferrovia del Brennero ed è capolinea meridionale della ferrovia Bolzano-Merano. Dal 1898 al 1971 fu inoltre capolinea settentrionale della cessata Ferrovia Bolzano-Caldaro.

## Storia
La stazione fu attivata il 16 maggio 1859 con il nome di Bozen-Gries; il fabbricato viaggiatori fu progettato da Sebastian Altmann, architetto dipendente del municipio di Bolzano (all'epoca parte del territorio imperiale austriaco). La gestione fu avocata alla società Südbahn.
Essa venne a costituire il capolinea temporaneo della ferrovia del Brennero, precedentemente attivata il 23 marzo dello stesso anno tra Verona e Trento. Perse tale ruolo il 24 agosto 1867, allorché la linea fu prolungata fino a Brennero.
Nel 1881, con l'attivazione della ferrovia per Merano (gestita dapprima dalla Bozen-Meraner Bahn e poi dalle ferrovie imperiali), la stazione divenne di diramazione; l'importanza si accrebbe ulteriormente il 16 dicembre 1898, allorché la Eisenbahn Tirols inaugurò la ferrovia Bolzano-Caldaro, che nel 1911 venne integralmente elettrificata alla tensione continua di 1200 V.
Al termine della prima guerra mondiale, con il passaggio dell'Alto Adige dall'Austria all'Italia, l'esercizio delle linee e della stazione passò integralmente in carico alle Ferrovie dello Stato. 

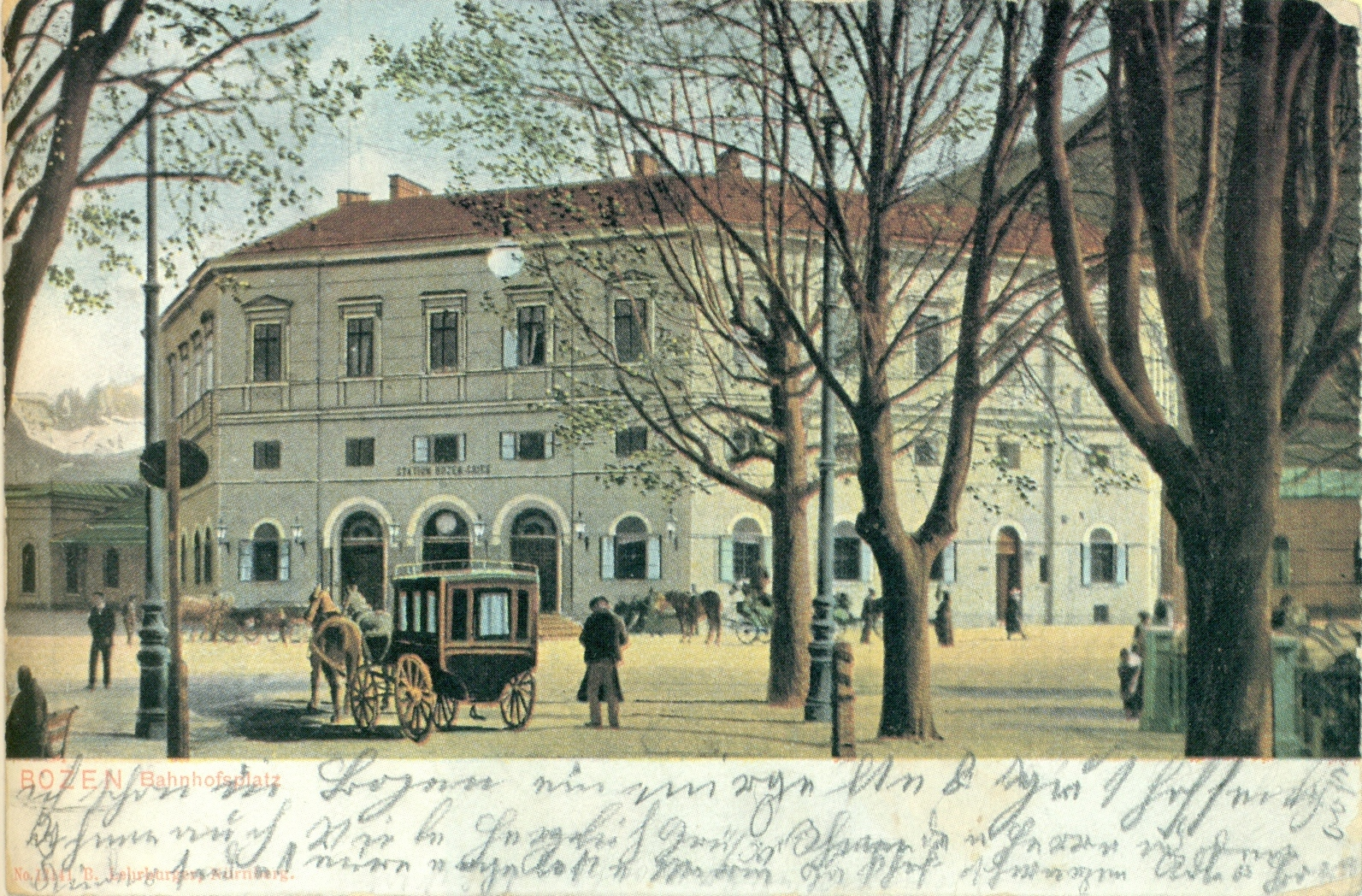
La stazione come si presentava prima dei lavori avvenuti dal 1927 al 1929

Con il passaggio del territorio a sud del Brennero (poi denominato Alto Adige) al Regno d'Italia, il nome della stazione venne italianizzato in Bolzano-Gries.
Sotto l'egida dall'amministrazione fascista il fabbricato viaggiatori venne pesantemente ristrutturato: dal 1927 al 1929 l'architetto Angiolo Mazzoni rielaborò la facciata principale in chiave monumentale, neoclassica e razionalista. Ne risultò un largo frontone squadrato, scandito da semicolonne; ai lati dell'ingresso furono ricavate due nicchie, ove vennero collocate due statue allegoriche rappresentanti - in forma antropomorfa - la trazione elettrica e quella a vapore, opere dell'artista austriaco Franz Ehrenhöfer. A lui furono anche commissionati i mascheroni sui cornicioni del complesso, una fontana ritraente san Cristoforo ed una allegoria dei fiumi altoatesini, posta sopra l'ingresso della torre con l'orologio eretta a est del corpo principale.
Nel 1935 le FS procedettero all'elettrificazione della linea per Merano con sistema trifase a 3600 volt; i binari destinati ai treni da e per Caldaro (stante il diverso standard di trazione, a 1100 V CC) vennero invece dotati di terza rotaia. Nel 1952 l'alimentazione trifase venne sostituita dai 3000 volt CC comuni al resto della rete italiana.
Nel 1936 il nome della stazione venne semplificato, e da Bolzano-Gries divenne semplicemente Bolzano.
Nel secondo dopoguerra la ferrovia per Caldaro, passata successivamente sotto la gestione di altre realtà private (ultima delle quali la Società per Azioni Ferrovia del Renon, poi divenuta Ferrovie Elettriche ed Autoservizi Riuniti - FEAR) perse d'importanza e venne infine chiusa al traffico passeggeri nell'agosto 1963, in considerazione del cattivo stato di rotabili e impianti. La linea sopravvisse per soli servizi merci fino al 28 giugno 1971, quando venne definitivamente chiusa e poi disarmata; si provvide quindi a smontare la terza rotaia.
Nel 2011, a seguito di un concorso architettonico internazionale, l'architetto austriaco Boris Podrecca vinse l'appalto per progettare la riqualificazione dell'areale ferroviario intero.

## Strutture e impianti
Il fabbricato viaggiatori ospita la biglietteria, la sala d'attesa ed esercizi commerciali come bar ed edicola.
Il sedime consta di sei binari passanti utilizzati per il servizio passeggeri, più altri binari per il trasporto merci. I binari sono collegati da sottopassaggio dotato di ascensore.

## Movimento
La stazione di Bolzano registra circa 5,5 milioni di passeggeri annui, risultando così la più frequentata della regione d'appartenenza.
Nella stazione fermano i treni regionali svolti da SAD, e Trenitalia nell'ambito del contratto di servizio stipulato con la Provincia autonoma di Bolzano, nonché collegamenti a lunga percorrenza operati dalla stessa Trenitalia, da NTV e dalla joint venture DB-ÖBB-Trenord.
A Bolzano sostano inoltre i servizi a lunga percorrenza Riviera Express, operanti la tratta Nizza-Mosca.

## Servizi
La stazione dispone di:
- Biglietteria a sportello
- Biglietteria automatica
- Servizi igienici
- Bar

## Interscambi
La stazione è servita dalle autolinee urbane gestite da SASA e dagli autoservizi interurbani gestiti da diversi operatori
Fra il 1907 il 1966 di fronte alla stazione sorgeva una fermata della ferrovia del Renon, la cui tratta urbana venne sostituita dall'omonima funivia. Dal 1909 al 1948 era inoltre presente, nella medesima area, un capolinea della rete tranviaria di Bolzano.
- Fermata autobus
- Stazione taxi

## Galleria d'immagini

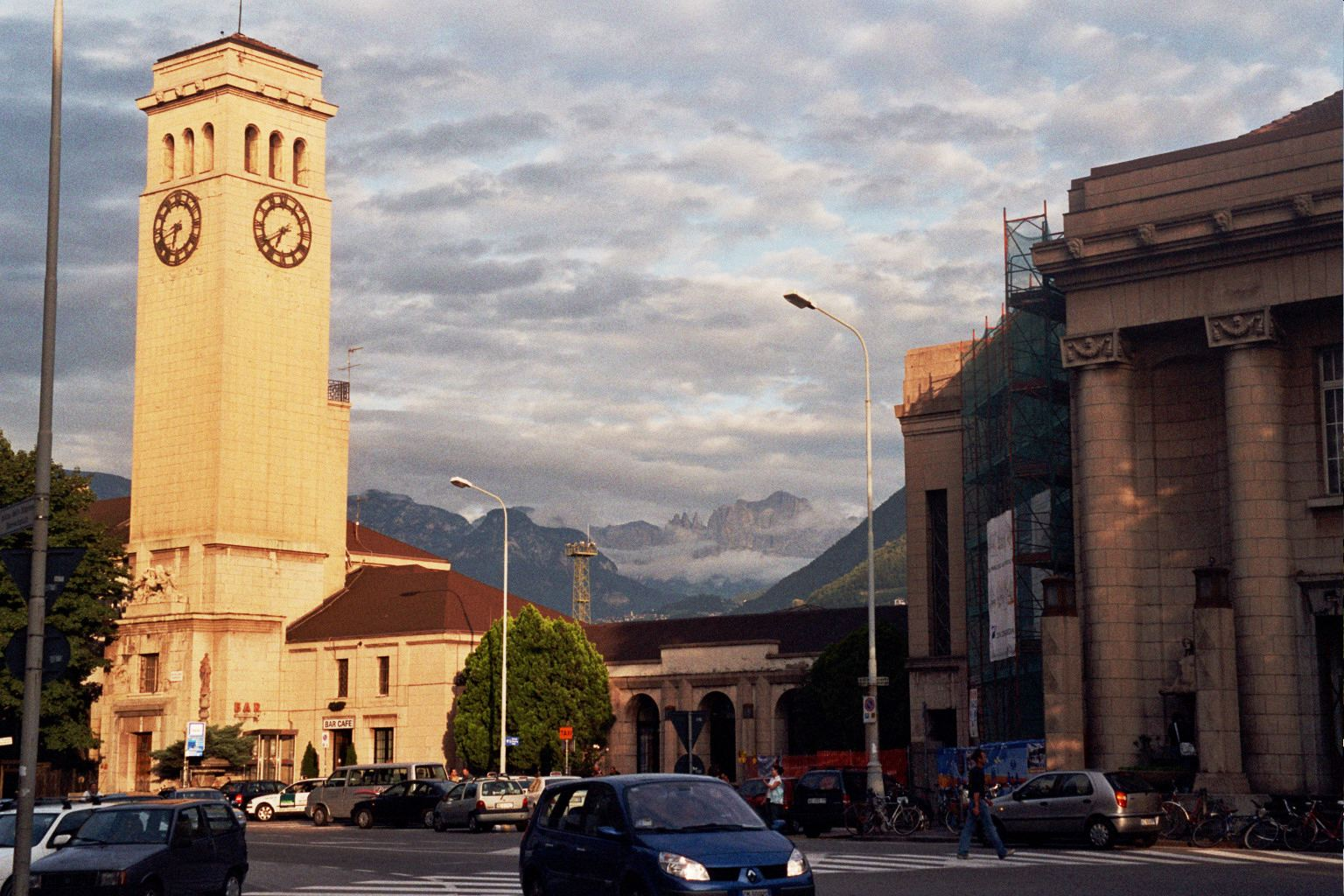
La caratteristica torre della stazione di Bolzano
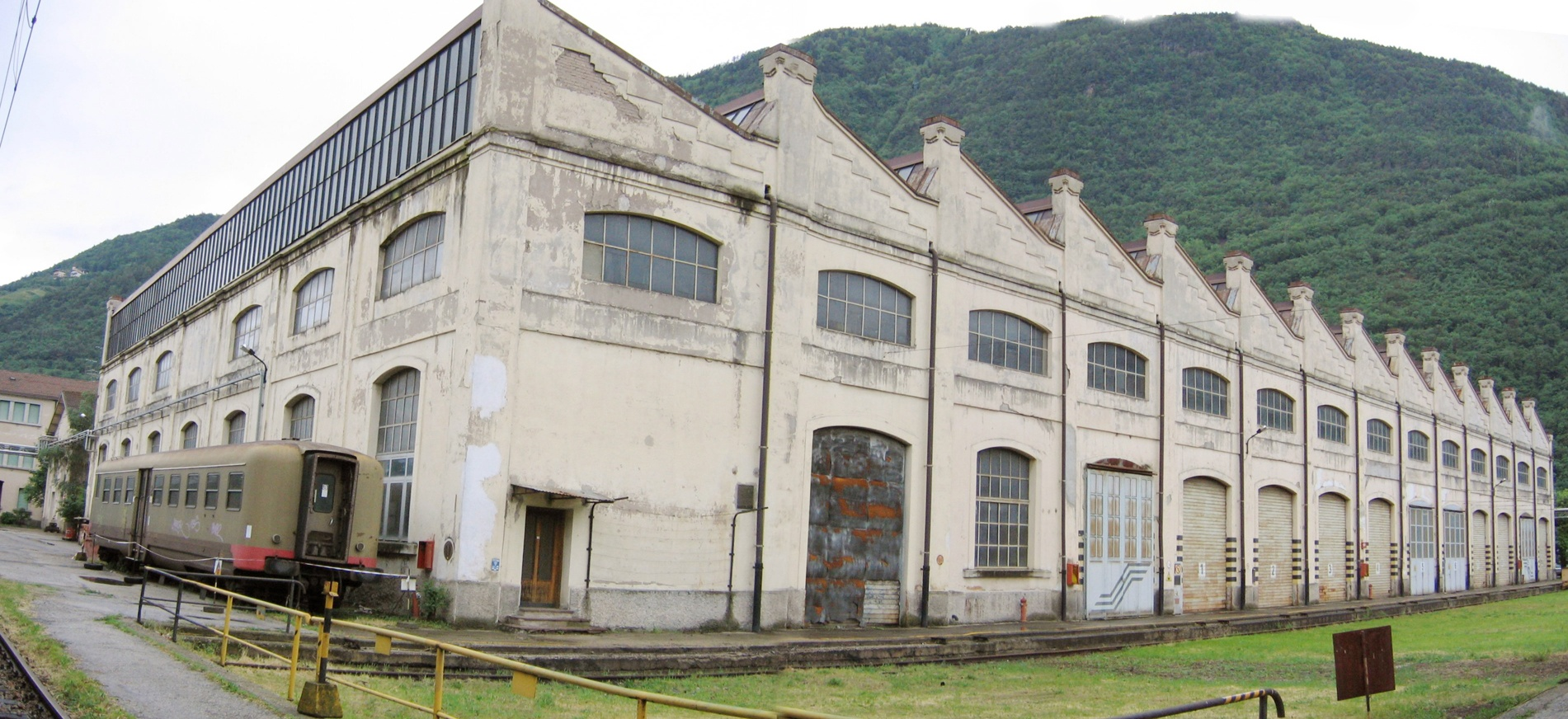
La rimessa abbandonata alla stazione di Bolzano
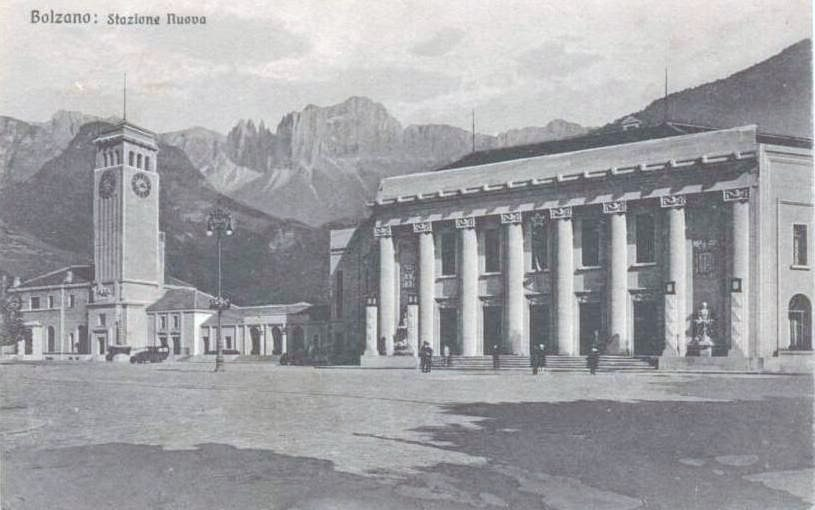
Veduta d'epoca della stazione di Bolzano
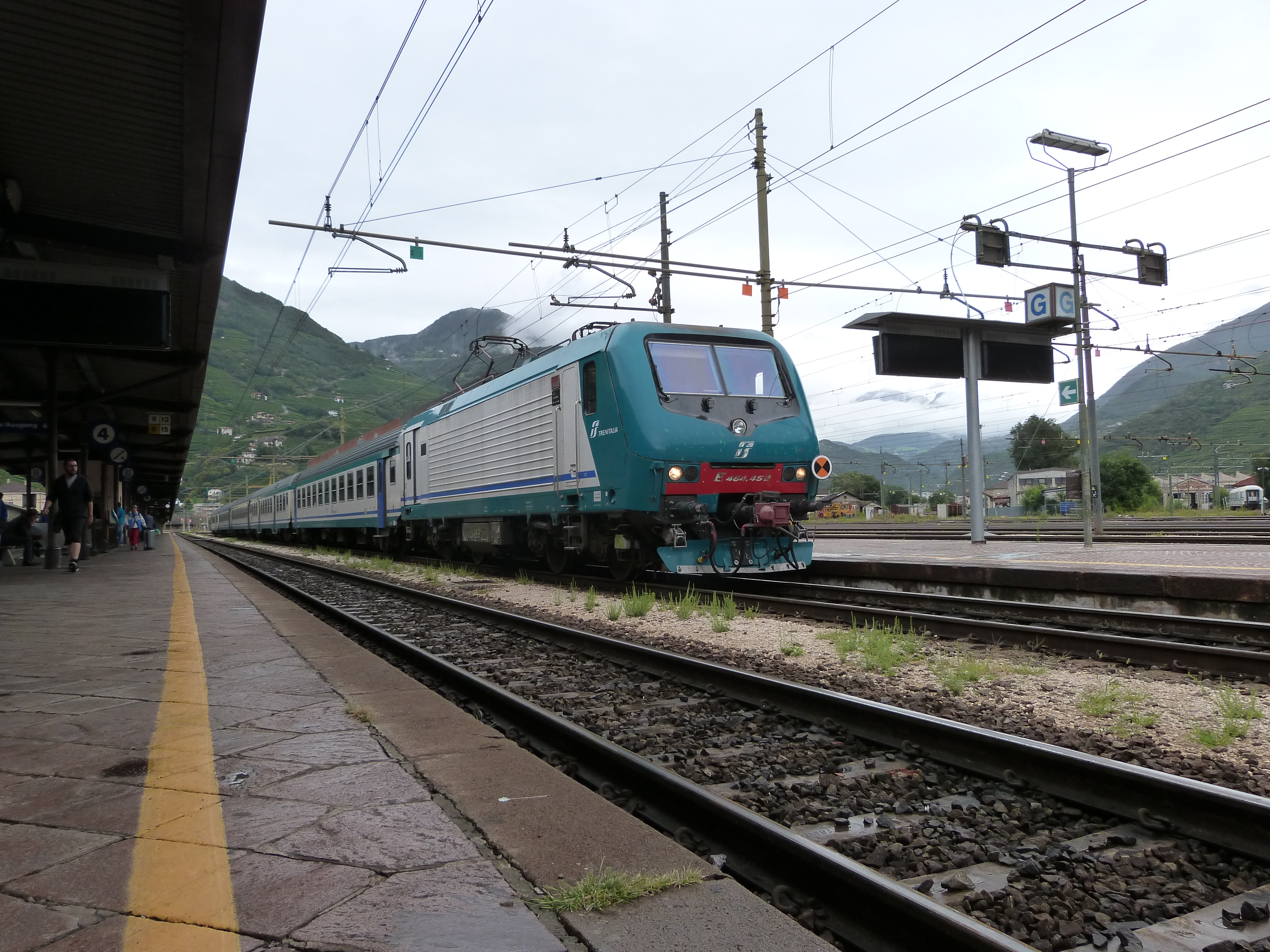
Regionale a Bolzano
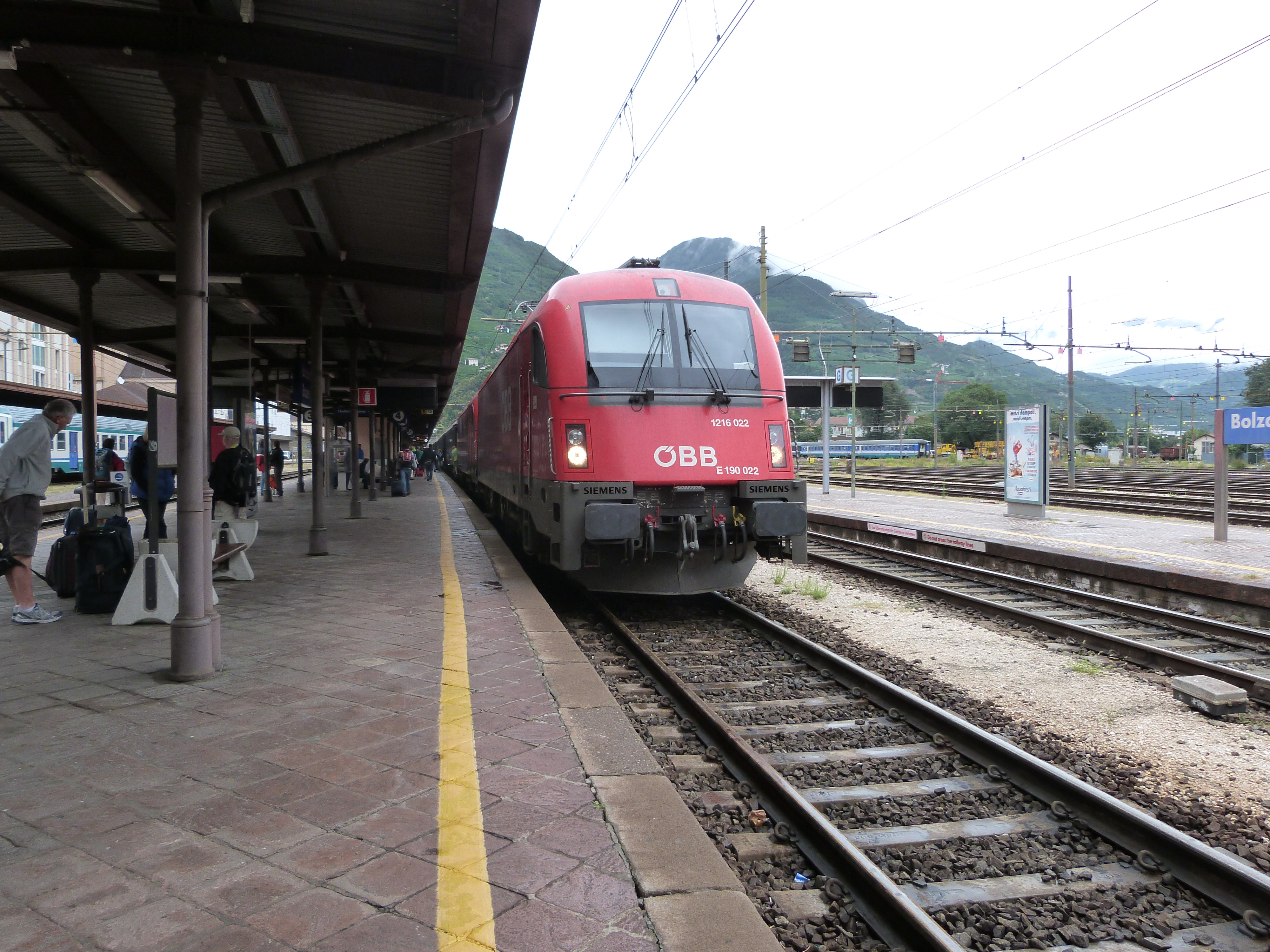
Eurocity austriaco a Bolzano